# مارجوری کامرون
مارجوری کامرون پارسنز (به انگلیسی: Marjorie Cameron Parsons Kimmel) که به‌طور حرفه‌ای از تک نام کامرون استفاده می‌کرد، هنرمند، شاعر، بازیگر و پیرو علوم خفیه بود. او دنبال‌کننده فلسفه تازه تأسیس آلیستر کراولی به اسم تلما بود. کامرون که در بل پلاین، آیووا به دنیا آمد و در طول جنگ جهانی دوم برای خدمت به نیروی دریایی ایالات متحده داوطلب شد و پس از آن در پاسادینا، کالیفرنیا ساکن شد. در آنجا با همسر آینده خود؛ جک پارسونز که خود از دنبال کنندگان فلسفه تلما بود آشنا شد و آن‌ها در سال ۱۹۴۶ ازدواج کردند. جک پارسونز در انفجاری که در خانه‌شان اتفاق افتاد کشته شد و کمرون که این اتفاق را ترور تلقی می‌کرد، شروع به تشریفاتی برای ارتباط با روح جک کرد. با بازگشت به لس آنجلس و بعد از آنکه با سمسان دی بریر دوست شد، خود را در جامعه هنری آوانگارد شهر تثبیت کرد. از دوستان او، می‌توان به فیلمسازانی چون کورتیس هرینگتون و کنت انگر اشاره کرد. کمرون در دو فیلم هرینگتون، The Wormwood Star و Night Tide، و همچنین در فیلم Inauguration of the Pleasure Dome ساخته انگر ظاهر شد. سال‌ها بعد، کمرون در فیلم‌های هنری ساخته شده توسط جان چمبرلین و چیک استرند نیز ظاهر شد. به ندرت برای مدت طولانی در یک مکان باقی می‌ماند و در دهه‌های ۱۹۵۰ و ۱۹۶۰ او در جاشوا تری، کالیفرنیا و سانتافه، نیومکزیکو زندگی می‌کرد. اگرچه سلامت کمرون او را از کار بازمی‌داشت، اما آثار هنری و شعر او منجر به برگزاری چندین نمایشگاه شد. از اواخر دهه ۱۹۷۰ تا زمان مرگش بر اثر سرطان در سال ۱۹۹۵، کامرون در خانه‌ای در هالیوود زندگی می‌کرد، جایی که دختر و نوه‌هایش را بزرگ کرد و آثار هنری و شعر تولید کرد.
شناخته شدن کامرون به عنوان یک هنرمند پس از مرگش شدت گرفت؛ زمانی که نقاشی‌های او در نمایشگاه‌های سراسر ایالات متحده به نمایش درآمد و در نتیجهٔ توجه بیشتر به زندگی پارسونز، زندگی کامرون نیز در اوایل دهه ۲۰۰۰، بیشتر دیده شد. در سال ۲۰۰۶، بنیاد کامرون-پارسونز برای حفظ و ترویج آثار او ایجاد شد و در سال ۲۰۱۱ زندگی‌نامه کامرون نوشته اسپنسر کانسا منتشر شد.

## زندگی‌نامه

### سال‌های آغازین ۱۹۴۵–۱۹۲۲
کامرون در ۲۳ آوریل ۱۹۲۲ در بل پلاین، آیووا به دنیا آمد. پدرش، هیل لزلی کامرون، کارگر راه‌آهن، فرزندخوانده یک خانواده اسکاتلندی-ایرلندی بود. مادر او، کری کامرون اصالتاً هلندی بود. کمرون که اولین فرزند هیل و کری بود، سه خواهر و برادر به نام‌های جیمز (متولد ۱۹۲۳)، مری (متولد ۱۹۲۷) و رابرت (متولد ۱۹۲۹) داشت. آنها در شمال شهر، که بخش ثروتمند شهر نیز بود زندگی می‌کردند، اگرچه زندگی با وجود رکود بزرگ برای همه سخت بود. کامرون در مدرسه ابتدایی Whittier و دبیرستان Belle Plaine تحصیل کرد، جایی که او در هنر، انگلیسی و نمایش عملکرد خوبی از خود نشان داد اما در درس‌های جبر، لاتین و مدنی رد شد. او همچنین در دو و میدانی و گروه سرود شرکت کرد. او با بیان اینکه یکی از دوستان دوران کودکی‌اش خودکشی کرده و این باعث شده تا او نیز به خودکشی فکر کرده باشد، از خود تصویر بدی برای دیگران ساخت تا جایی که مدعی شد «هیچ‌کس اجازه نمی‌دهد بچه‌اش به من نزدیک شود». او با مردان مختلفی رابطه جنسی داشت. پس از باردار شدن کامرون، مادرش برای او یک سقط غیرقانونی خانگی انجام داد. در سال ۱۹۴۰، خانواده کامرون به داونپورت نقل مکان کردند تا هیل بتواند در یک کارخانه مهمات کار کند. کامرون سال آخر تحصیلات دبیرستان خود را در دبیرستان داونپورت به پایان رساند.
پس از ورود ایالات متحده به جنگ جهانی دوم، کامرون در فوریه ۱۹۴۳ به صورت داوطلبانه، به بخشی از نیروی دریایی ایالات متحده، پیوست و در ابتدا به یک کمپ آموزشی در کالج معلمان ایالت آیووا فرستاده شد. کمی بعد به واشینگتن دی سی فرستاده شد، جایی که به عنوان نقشه نگار خدمت کرد. در همین دوران، کمرون در ماه مه ۱۹۴۳ با وینستون چرچیل نخست‌وزیر بریتانیا ملاقات کرد. او دوباره به واحد عکاسی نیروی دریایی در آناکوستیا منصوب شد، جایی که به عنوان جامه‌دار برای مستندهای تبلیغاتی کار می‌کرد و در این دوره با ستاره‌های مختلف هالیوود آشنا شد. هنگامی که برادرش جیمز، مجروح از خدمت به ایالات متحده بازگشت، او به از ارتش فرار (نظامی) کرد و برای دیدن او به آیووا بازگشت. به همین دلیل کمرون به دادگاه نظامی فراخوانده شد و مدت زمان باقی مانده از جنگ را در زندان پادگان‌ها مبحوس ماند. او در سال ۱۹۴۵ از ارتش اخراج شد. برای پیوستن به خانواده‌اش، به پاسادینا، کالیفرنیا، جایی که پدر و برادرانش در آزمایشگاه رانش جت (JPL) کار پیدا کرده بودند، سفر کرد.

### جک پارسونز ۱۹۵۲–۱۹۴۶

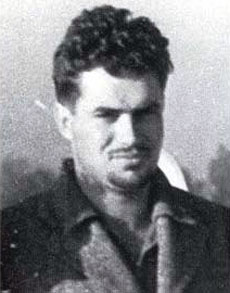
همسر کامرون، جک پارسونز

در پاسادینا، کامرون همکار سابق خود را اتفاقی ملاقات کرد و از او دعوت کرد تا از خانه بزرگی که در آن زمان در آنجا اقامت داشت؛ که به «The Parsonage» نیز معروف است، بازدید کند. این خانه به دلیل آنکه اجاره آن متعلق به جک پارسونز بود The Parsonage نامیده می‌شد. جک پارسونز یکی از اعضای مؤسس آزمایشگاه رانش جت و از پیروان معتقد فلسفه تلما بود؛ یک جنبش مذهبی جدید که توسط آلیستر کراولی در سال ۱۹۰۴ به وجود آمده بود. پس از ملاقات پارسونز و کامرون در The Parsonage در ۱۸ ژانویه ۱۹۴۶، آنها فوراً جذب یکدیگر شدند و دو هفته بعد را در اتاق خواب پارسونز با هم گذراندند. اگرچه کامرون از آن بی‌خبر بود، پارسونز این را نوعی جادوی جنسی می‌دانست.
در طی یک بازدید کوتاه از شهر نیویورک برای دیدن یک دوست، کامرون متوجه شد که باردار است و تصمیم به سقط جنین گرفت. سپس این زوج به ساحل منهتن نقل مکان کردند. در ۱۹ اکتبر ۱۹۴۶، پارسونز و کامرون در اورنج کانتی، در مراسمی که بهترین دوستش ادوارد فورمن شاهد آن بود، ازدواج کردند.

## مرگ
در اواسط دهه ۱۹۹۰، کامرون به تومور مغزی دچار شد و تحت درمان رادیوتراپی و پزشکی جایگزین قرار گرفت. تومور بسیار سرطانی بود و به ریه‌های او متاستاز داده بود. او در ۲۴ ژوئیه ۱۹۹۵، در سن ۷۳ سالگی درگذشت،  و جسدش سوزانده شده و خاکسترش در صحرای موهاوی پراکنده شد.

## شخصیت
کامرون ترجیح می‌داد با نام خانوادگی خود و به صورت یک تک نام شناخته شود. به گفته مورخ فلسفه تلما مارتین پی استار، «شخصیت بسیار مسلط کامرون اجازه نمی‌داد کسی رقیب او شود.». تیم بلانکس، نویسنده مد، خاطرنشان می‌کند که کامرون «یک زن کاریزماتیک» بود و تعجب آور نیست که چقدر «فریبنده و خطرناک» برای هاپر و استاکول به نظر می‌رسید.

## سبک هنری
هنر و زندگی کامرون جدایی ناپذیر بودند؛ امکان دارد چیزی از تمرین معنوی او ندانید، و هنوز هم از طراحی‌ها و نقاشی‌های زیبایی که به تصویر کشیده‌است، عمیقاً متأثر شوید.
این اثر است که می‌ماند.

– اسپنسر کنسا
پیتر لوننفلد، نظریه‌پرداز رسانه‌های دیجیتال، کامرون را کسی که «هنر برایش زندگی بود و زندگی فقط با هنر برایش معنا داشت» توصیف می‌کند. او در ادامه می‌افزاید درک زندگی او برای قدردانی از کار او لازم است. باورهای کامرون به شدت بر آثار هنری او تأثیر گذاشت. به گفته پریسیلا فرانک، که برای هافینگتون پست می‌نویسد، آثار هنری کامرون «غیبت کراولی را با سوررئالیسم و نمادگرایی شاعران فرانسوی ادغام می‌کند، و حاصل آن تصاویری تاریک و در عین حال عجیب و غریب است». فیلیپ ورگنه، متصدی هنر، کار کامرون را «روی لبه سوررئالیسم و روان‌گردانی» که «جنبه‌ای از مدرنیته داشته و منطق دکارتی را به چالش می‌کشد» توصیف می‌کند.
لوننفلد نقاشی‌های سیاه و سفید کامرون که با قلم و جوهر کشیده شده‌است را با نقاشی‌های اوبری بردزلی، هنرمند انگلیسی مقایسه کرد و خاطرنشان کرد که او قادر به کشیدن یک اسکیسی است که هم به‌عنوان تصویری فیگوراتیو و هم به‌عنوان تصویری تجسمی عمل کند.

## میراث

مرکز ملی هنر و فرهنگ ژرژ پمپیدو در پاریس که سال 2008 نقاشی فرشته تاریک کامرون در آن به نمایش آمد

شهرت کامرون به عنوان یک هنرمند، پس از مرگ او افزایش یافت. در سال ۲۰۰۶، دوستش اسکات هابز، بنیاد کامرون-پارسونز را تأسیس کرد تا آرشیوی از آثار او باشد. در سال ۱۹۹۵، اثر او به اسم Peyote Vision در بخشی از نمایشگاه «نسل بیت و آمریکایی جدید» که در موزه هنر آمریکایی ویتنی در شهر نیویورک برگزار شد، به نمایش درآمد. سپس برخی از آثار هنری او در کنار آثار کراولی در نمایشگاه بازتاب عصر جدید در سال ۲۰۰۱، که در گالری Eleven Seven در لانگ بیچ کالیفرنیا برگزار شد، به نمایش گذاشته شد. در سال ۲۰۰۷، نمایشگاهی با موضوعیت آثار کامرون در گالری نیکول کلاگزبرون در منطقه چلسی شهر نیویورک برگزار شد، در حالی که در همان سال برخی از آثار او در نمایشگاه Semina Culture به نمایش درآمد. در سال ۲۰۰۸، نقاشی فرشته تاریک او در نمایشگاه Traces du Sacré در مرکز ملی هنر و فرهنگ ژرژ پمپیدو در پاریس به نمایش درآمد. در سال ۲۰۱۴، نمایشگاه دیگری با عنوان «کامرون: آهنگ‌هایی برای زن جادوگر» در موزه هنرهای معاصر لس آنجلس برگزار شد. در آن سال، ناشری در بریتانیا به اسم فولگور اسوتریکا، کتابی را منتشر کرد که شامل تصاویری از آثار هنری کامرون و اشعار پارسونز بود. در سال ۲۰۱۵، نمایشگاه دیگری از آثار او با عنوان «کامرون: سیندرلای سرزمین‌های بایر» در سوهو، شهر نیویورک برگزار شد، که شامل شبی بود که در آن دوستان کامرون گرد هم آمدند تا به‌طور عمومی دربارهٔ میراث او صحبت کنند. زیبایی‌شناسی کامرون بر دنیای مد نیز تأثیر داشته‌است، طراحانی چون پاملا اسکایست-لوی و گلا نش-تیلور، از کامرون به عنوان الهام بخش برند Skaist-Taylor نام بردند.
زندگی کامرون به دلیل انتشار دو کتاب دربارهٔ زندگی پارسونز مورد توجه گسترده‌تری قرار گرفت: «سکس و موشک» اثر جان کارتر و «فرشته عجیب» جورج پندل.

## ارجاعات
1. ↑  Carter 2004، p. 131; Duncan 2008; Kaczynski 2010، p. 538; Kansa 2011، p. 9; Laden ۲۰۱۴.
2. ↑  Carter 2004، p. 131; Kaczynski 2010، p. 538; Kansa 2011، pp. ۹–۱۱.
3. ↑  Kansa 2011, pp. 11–12.
4. ↑  Kansa 2011, pp. 12, 15.
5. ↑  Kansa 2011, pp. 13–14.
6. 1 2  Laden 2014.
7. ↑  Kansa 2011, p. 17.
8. ↑  Kansa 2011, p. 18.
9. ↑  Carter 2004، p. 131; Kaczynski 2010، p. 538; Kansa 2011، pp. 18–22; Nelson 2014; Laden ۲۰۱۴.
10. ↑  Kansa 2011, pp. 22–23.
11. ↑  Duncan 2008; Kaczynski 2010، p. 538; Kansa 2011، p. ۲۴.
12. ↑  Carter 2004، p. 131; Duncan 2008; Kaczynski 2010، p. 538; Kansa 2011، p. 27; Nelson 2014; Laden ۲۰۱۴.
13. ↑  Carter 2004، p. 130; Kansa 2011، pp. 28–29; Nelson 2014; Laden ۲۰۱۴.
14. ↑  Pendle 2005، pp. 263–264; Kansa 2011، p. 29; Laden ۲۰۱۴.
15. ↑  Carter 2004، p. 151; Kansa 2011، pp. ۳۷–۳۸.
16. ↑  Starr 2003، p. 320; Carter 2004، p. 158; Pendle 2005، pp. 275, 277; Kansa 2011، p. 39; Laden ۲۰۱۴.
17. ↑  Kansa 2011, pp. 250, 253.
18. ↑  Carter 2004، p. 195; Duncan 2008; Kansa 2011، p. 252; Laden ۲۰۱۴.
19. ↑  Kansa 2011, p. 253.
20. 1 2  Lunenfeld 2015, p. 91.
21. ↑  Starr 2003, p. 320.
22. 1 2 3  Blanks 2013, p. 246.
23. ↑  Stevens 2011, p. 25.
24. ↑  Laden 2014; Martinez ۲۰۱۵.
25. 1 2  Frank 2014.
26. ↑  Lunenfeld 2015, p. 92.
27. ↑  Kansa 2011، p. 255; Laden ۲۰۱۴.
28. ↑  Carter 2004، p. 195; Duncan 2008; Kansa 2011، p. ۲۵۵.
29. ↑  Kansa 2011, p. 256.
30. ↑  Duncan 2008; Kansa 2011، pp. 257–258; Laden ۲۰۱۴.
31. ↑  Nelson 2014; Laden ۲۰۱۴.
32. ↑  Frank 2014; Laden ۲۰۱۴.
33. ↑  Yaeger 2015; Chidester 2015; Martinez ۲۰۱۵.
34. ↑  Kansa 2011, p. 255.